# Georg von Vogel
Georg Joseph von Vogel (* 3. August 1796 in Hilsbach; † 20. Februar 1855 in Baden-Baden) war badischer Verwaltungsbeamter und Landtagsabgeordneter.

## Herkunft
Seine Eltern waren der Heidelberger Hofkammerrat Franz von Vogel (1755–1824) und dessen Ehefrau Maria Theresia, geborene Jung (1764–1842). Sein Vater erhielt am 5. Dezember 1782 den kurpfälzer Adelsstand.

## Leben
Er studierte Rechtswissenschaften in Heidelberg. Danach war er von 1818 bis 1819 Rechtspraktikant in Frankreich, anschließend Volontär im Landamt Heidelberg, ab Februar 1820 im Bezirksamt Rheinbischofsheim, ab 1821 im Landamt Karlsruhe und im selben Jahr bei der Oberpostdirektion Karlsruhe. 1825 wurde er Amtmann beim Oberamt Karlsruhe. 1827 heiratete er Friederike von Schilling aus Karlsruhe und wurde im Oktober Amtsvorstand im Bezirksamt Wiesloch. 1832 wurde er zunächst Kreisrat im Neckarkreisdirektorium in Mannheim, nach der Kreisreform desselben Jahres Regierungsrat des Unterrheinkreises. 1835 gehörte er als Abgeordneter des Wahlkreises 32 (Wiesloch, Neckargemünd) der II. Kammer des badischen Landtags an. 1836 wurde er  Stadtdirektor und Amtsvorstand im Stadtamt Freiburg, wo er auch dem Verwaltungsrat des Blindeninstituts angehörte. 1837 erhielt er das Ritterkreuz des Ordens vom Zähringer Löwen. 1841 wurde er zum Geheimen Rat 3. Klasse ernannt. Im April 1844 wurde er Amtsvorstand im badischen Oberamt Heidelberg, im November 1844 Regierungsdirektor des Seekreises in Konstanz. 1846 erhielt er das Kommandeurskreuz II. Klasse des Ordens vom Zähringer Löwen. 1848 wurde er in den Ruhestand versetzt, nachdem er seinen Dienstposten im Zuge der Revolutionsunruhen verlassen hatte. 1849 wurde er rehabilitiert, wechselte aber dennoch 1850 als Vermögensverwalter zu Fürst Karl von Leiningen.

## Familie
Vogel heiratete am 18. September 1827 in Karlsruhe Friederike Freiin Schilling von Cannstatt (1804–1873). Das Paar hatte mehrere Kinder:
- Friedrich (1828–1889), preußischer Generalleutnant ⚭ 1862 Anna Freiin von Stengel (1837–1913)
- Mathilde (1829–1830)
- Sohn († 1831)
- Mathilde (1832–1902)
- Hugo (1835–1837)
- Auguste (1842–1872)